# Carsten Norgaard
Carsten Norgaard (Frederiksberg, 3 marzo 1963) è un attore danese.

## Filmografia

### Cinema
- Piccoli grandi eroi (D2-The mighty ducks), regia di Sam Weisman (1994)
- Soldier, regia di Paul W. S. Anderson (1998)
- Gods and Generals, regia di Ronald F. Maxwell (2003)
- Alien vs. Predator (AVP: Alien vs. Predator), regia di Paul W. S. Anderson (2004)
- End Game, regia di Andy Cheng (2006)
- I tre moschettieri (The Three Musketeers) regia di Paul W. S. Anderson (2011)
- American Traitor: The Trial of Axis Sally, regia di Michael Polish (2021)

### Televisione
- Prigionieri dell'onore (Prisoner of Honor), regia di Ken Russell - film TV (1991)
- Sleepy Hollow – serie TV (2013)
- Person of Interest - serie TV, episodio 3x07 (2013)
- L'uomo nell'alto castello (The Man in the High Castle) – serie TV (2015)
- Grimm – serie TV, episodio 5x10 (2016)
- The Terminal List – serie TV (2022)

## Doppiatori italiani
Nelle versioni in italiano delle opere in cui ha recitato, Carsten Norgaard è stato doppiato da:
- Stefano Mondini in Piccoli grandi eroi
- Saverio Indrio in Alien vs. Predator
- Luca Dal Fabbro ne I tre moschettieri
- Alessandro Budroni in CSI - Scena del Crimine
- Davide Marzi in Person of Interest
- Carlo Cosolo in L'uomo nell'alto castello
- Nicola Braile in Regina del Sud
- Stefano Alessandroni in The Terminal List
- Sergio Romanò in Cobra Kai